# Larissa (satelit)
Larissa, cunoscută și sub numele de Neptun VII, este al cincilea cel mai apropiat satelit interior al lui Neptun. Este numit după Larissa, o iubitoare a lui Poseidon (Neptun) în mitologia greacă și nimfa eponimă a orașului din Tesalia, Grecia.

## Descoperire
A fost descoperit pentru prima dată de Harold J. Reitsema, William B. Hubbard, Larry A. Lebofsky și David J. Tholen, pe baza observațiilor fortuite de ocultare a stelelor, de la sol pe 24 mai 1981, a primit denumirea temporară S/1981 N 1 și a fost anunțat pe 29 mai 1981. Satelitul a fost recuperat și confirmat a fi singurul obiect de pe orbita sa în timpul zborului Voyager 2 în 1989 după care a primit denumirea suplimentară S/1989 N 2 pe 2 august 1989. Anunțul lui Stephen P. Synnott vorbea despre „10 cadre făcute în 5 zile”, care dă o dată de recuperare cu ceva timp înainte de 28 iulie. Numele a fost dat pe 16 septembrie 1991. 

## Caracteristici

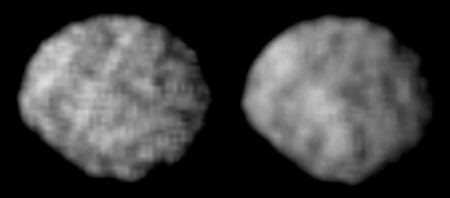
Comparație alăturată a Larissei fotografiată de Voyager 2 și o versiune îmbunătățită în dreapta

Al patrulea cel mai mare satelit al lui Neptun, Larissa are o formă neregulată (nesferică) și pare a fi puternic craterizată, fără semne de modificare geologică. Este probabil ca Larissa, la fel ca ceilalți sateliți interiori lui Triton, să fie o grămadă de moloz re-acretată din fragmente ale sateliților originali ai lui Neptun, care au fost perturbați de Triton la scurt timp după capturarea acelui satelit pe o orbită inițială foarte excentrică. 
Orbita Larissei este aproape circulară și se află sub raza orbitei sincrone a lui Neptun, așa că se îndreaptă lent spre interior din cauza decelerației mareice și se poate ciocni cu atmosfera lui Neptun sau se poate destrăma într-un inel planetar la depășirea limitei Roche din cauza întinderii mareice, în mod similar cu cum Triton se va ciocni în cele din urmă cu Neptun sau se va sparge într-un inel planetar.

## Explorare

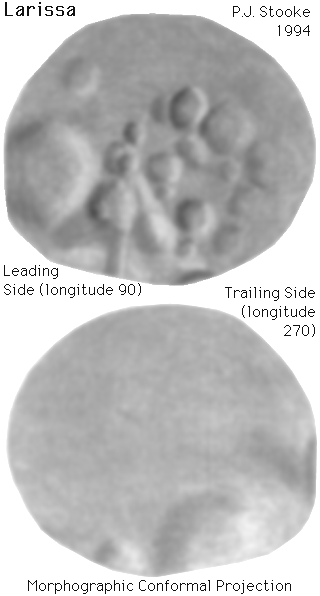
Hartă cu Larissa

Larissa a fost vizitată doar de Voyager 2. Sonda a reușit să obțină fotografii ale Larissei, arătând suprafața craterizată.